# Antoine Waechter
Antoine Waechter (ur. 11 lutego 1949 w Miluzie) – francuski polityk, działacz ekologiczny i samorządowiec. Kandydat w wyborach prezydenckich w 1988, eurodeputowany III kadencji.

## Życiorys
Ukończył studia z zakresu ekologii na Université de Strasbourg I. W 1978 zaczął prowadzić przedsiębiorstwo konsultingowe w zakresie ochrony środowiska.
W działalność proekologiczną zaangażował się w połowie lat 60., współtworząc lokalną organizację na rzecz zwierząt „Jeunes amis des animaux”. Brał aktywny udział w demonstracjach przeciwko zmniejszeniu się populacji bobrów w Alzacji, a także budowie dróg przez Parc national de la Vanoise. W 1973 razem z m.in. Solange Fernex współtworzył pierwszą francuską partię ekologiczną Écologie et Survie. W latach 1977–1978 przewodniczył organizacji Mouvement Ecologique. W 1984 był jednym z założycieli Zielonych, został jednym z czterech krajowych rzeczników tego ugrupowania. W 1986 jego frakcja zyskała większość w partyjnych strukturach. Antoine Waechter wystartował w wyborach prezydenckich w 1988. Otrzymał 3,8% głosów, zajmując 7. miejsce wśród 10 kandydatów.
W latach 1986–1991 i 1992–1998 był radnym regionu Alzacja, pełnił funkcję wiceprzewodniczącego rady regionalnej. W 1989 został wybrany do rady miejskiej Miluzy, w której zasiadał do 1994. Również w 1989 poprowadził Zielonych do wyborów europejskich, w których jego partia zdobyła prawie 11% głosów oraz 9 miejsc w Parlamencie Europejskim III kadencji. Jeden z mandatów przypadł liderowi ugrupowania, wykonywał go do 1991.
W 1993 podczas konwencji w Lille Dominique Voynet pokonała go w wyborach na stanowisku przewodniczącego partii. Pod jej przywództwem ugrupowanie zaczęło deklarować współpracę wyborczą wyłącznie z partiami lewicowymi. Na skutek zmiany polityki oraz ideologii Antoine Waechter odszedł z partii, po czym w 1994 założył Niezależny Ruch Ekologiczny (MEI). Nowa formacja miała doprowadzić do rozłamu wśród Zielonych i stać się główną partią ekologiczną, ruch nie zdołał jednak zdobyć większego poparcia społecznego. Jego lider bez powodzenia zamierzał startować w kolejnych wyborach prezydenckich, nie będąc w stanie zarejestrować swojej kandydatury. Od 2001 uzyskiwał mandat radnego miejscowości Fulleren.
W 2004 MEI uzyskał 7,4% głosów w wyborach regionalnych w Alzacji, nie uzyskując reprezentacji samorządowej. W wyborach do wyborów do Parlamentu Europejskiego w 2009 Antoine Waechter zamierzał startować z listy koalicji Europe Écologie, jednak odmówiono mu przyznania pierwszego miejsca na liście regionalnej. Współtworzył wówczas konkurencyjną listę ekologiczną, która z wynikiem 3,6% głosów nie uzyskała żadnych mandatów. Przed wyborami regionalnymi w 2010 jego ruch wszedł w skład Europe Écologie. Antonie Weachter został ponownie wybrany do Alzacji, zasiadając w niej do 2015.